# Holiday in Cambodia
Holiday in Cambodia – drugi singel zespołu Dead Kennedys wydany w maju 1980 roku przez firmę Cherry Red. 

## Lista utworów
1. Holiday in Cambodia
2. Police Truck

## Skład
- Jello Biafra – wokal
- East Bay Ray – gitara
- Klaus Flouride – gitara basowa
- Ted – perkusja